# 安岡寺 (高槻市)
安岡寺（あんこうじ）は、大阪府高槻市にある天台宗系単立の寺院。山号は南山。本尊は如意輪観音。通称は「高槻観音」「弘紹不動」と呼ばれる。毎年2月1日には、柴灯大護摩供が行われ多数の参詣者でにぎわう。新西国三十三箇所客番札所。

## 歴史
寺伝によれば、桓武天皇の兄で、光仁天皇の子である開成皇子がこの地に霊験を感じ、自ら観音像を彫り堂宇を建て、宝亀6年（775年）2月18日に創建したと伝えられている。南山と号し、根本山・神峯山寺、北山・本山寺と共に北摂三山寺として天台宗に属する。開成皇子の弟子である開智が、一字一石の大般若経600巻を書写して背後の岡に安置した（般若塚）ことから安岡寺般若院と呼ばれる。
文安年間（1444年 - 1449年）に天災により堂宇を焼失するが、永正年間（1504年 - 1521年）に高誓が再建した。天正年間（1573年 - 1592年）には、三好氏やキリシタン大名としても有名な高山右近の兵火により堂宇が焼失したが、寛文年間（1661年 - 1673年）に良盛によって復興された。江戸時代には徳川将軍家から寄進を受け、大日院、藤本坊、阿弥陀院、泉蔵坊の4塔頭をもつ巨刹となったが、明治時代の廃仏毀釈により荒廃し、現在の規模となった。

## 境内
- 本堂 - 付近にあった安正寺の本尊・千手観音坐像が客仏として祀られている。
- 青梅観音堂
- 鎮守の御社
- 神福龍王大王社
- 鐘楼
- 庭園
- 叶観音堂
- 開山堂
- 庫裏

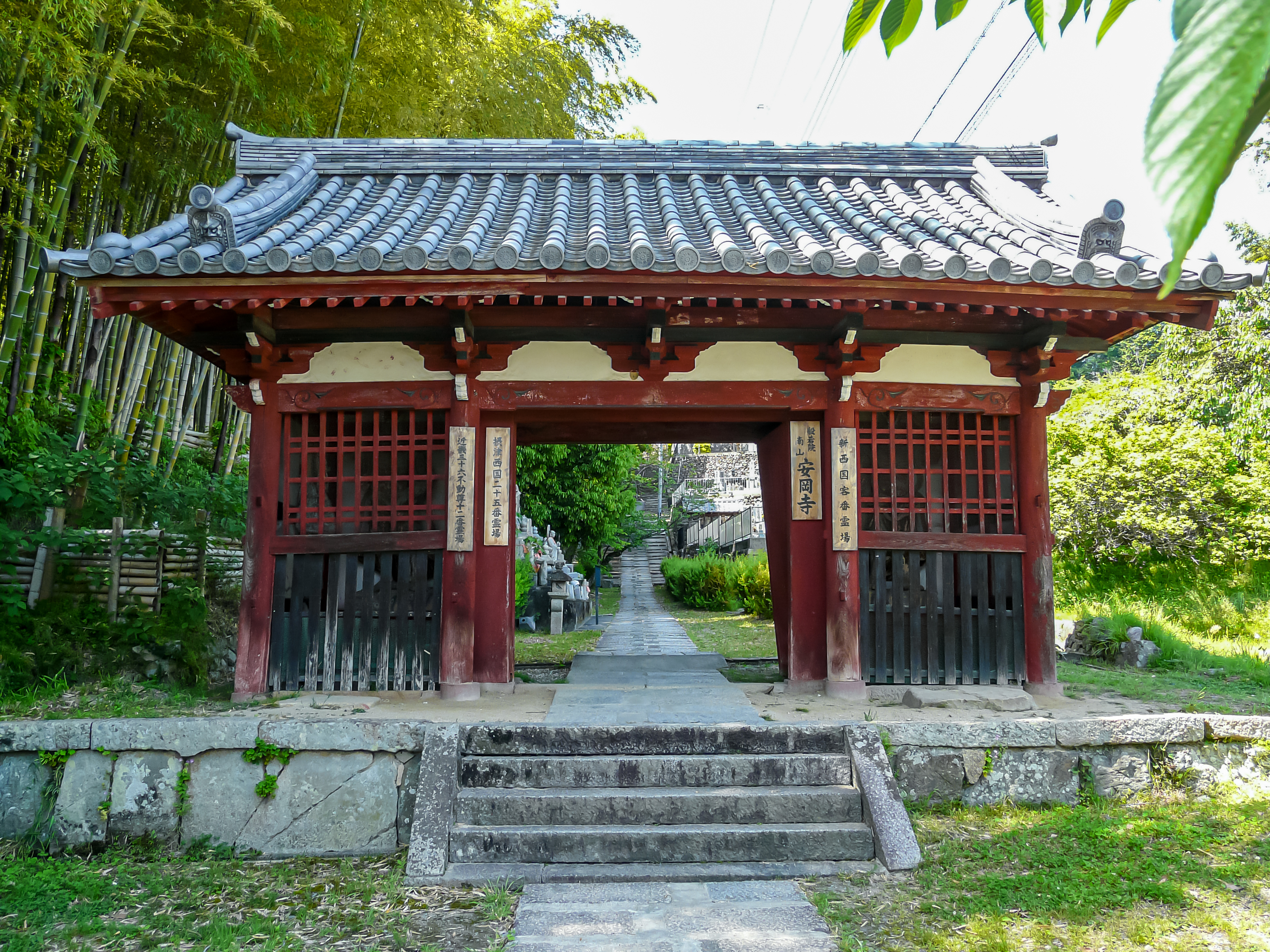
山門
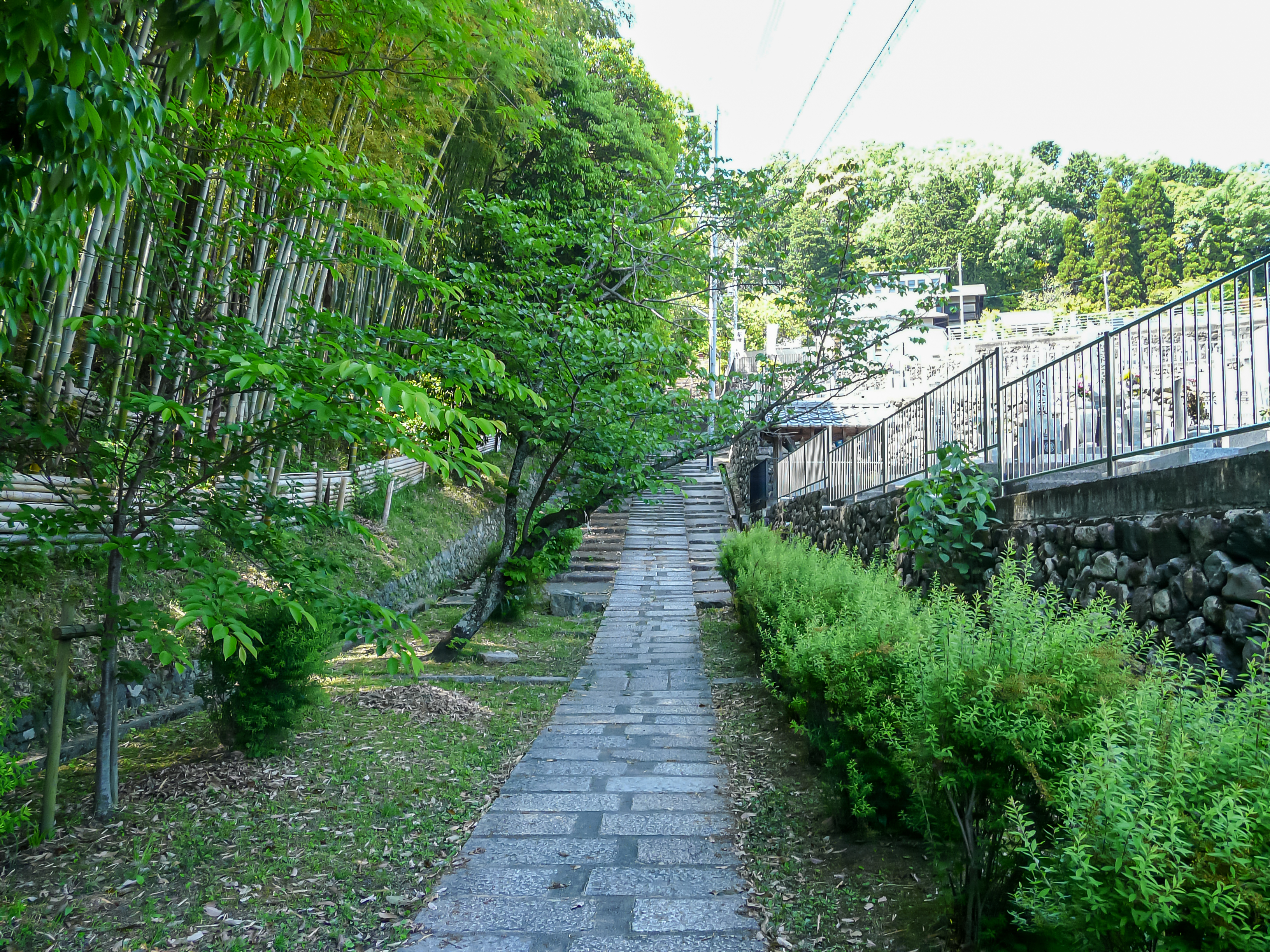
山門からの表参道
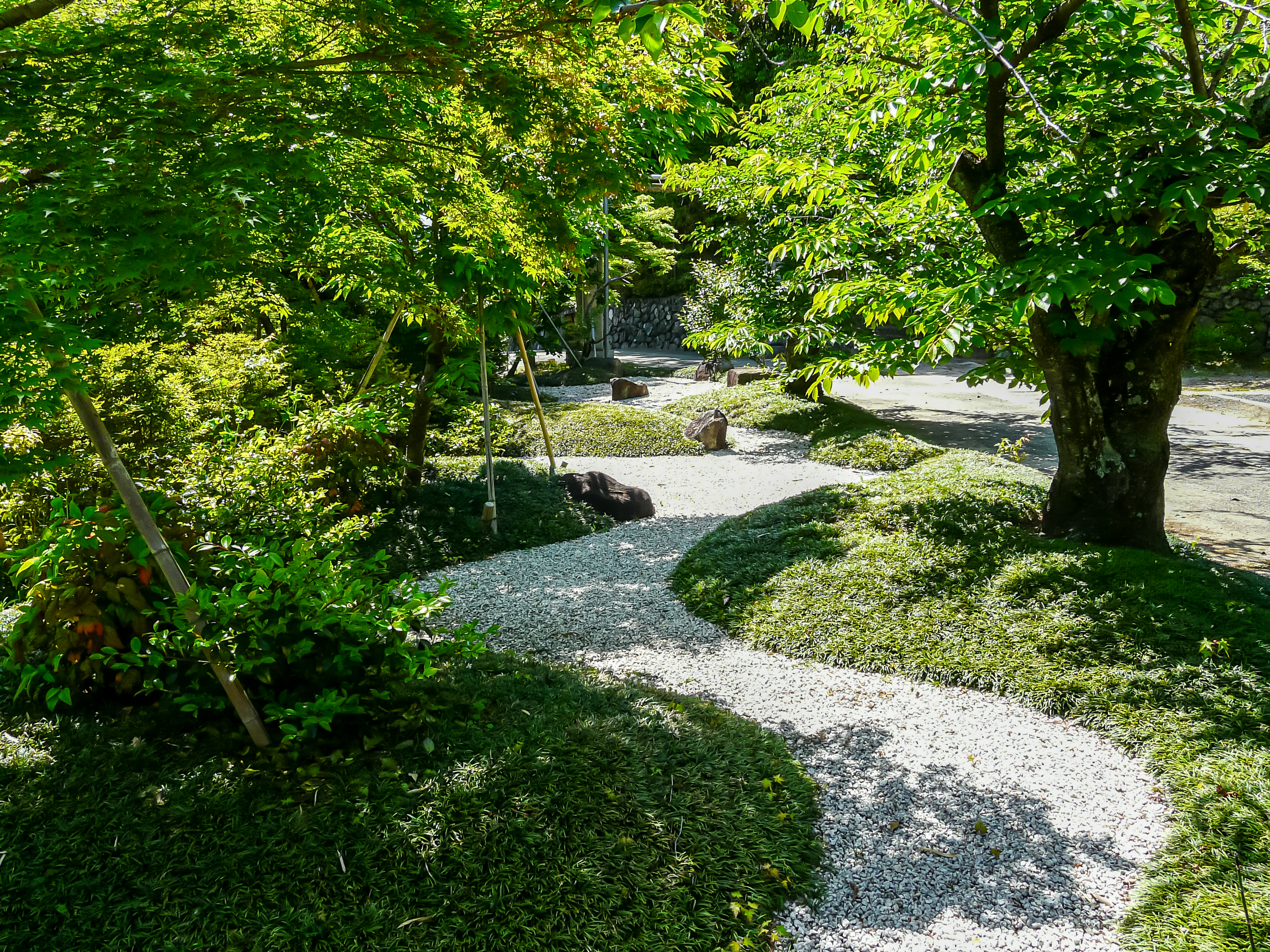
庭園
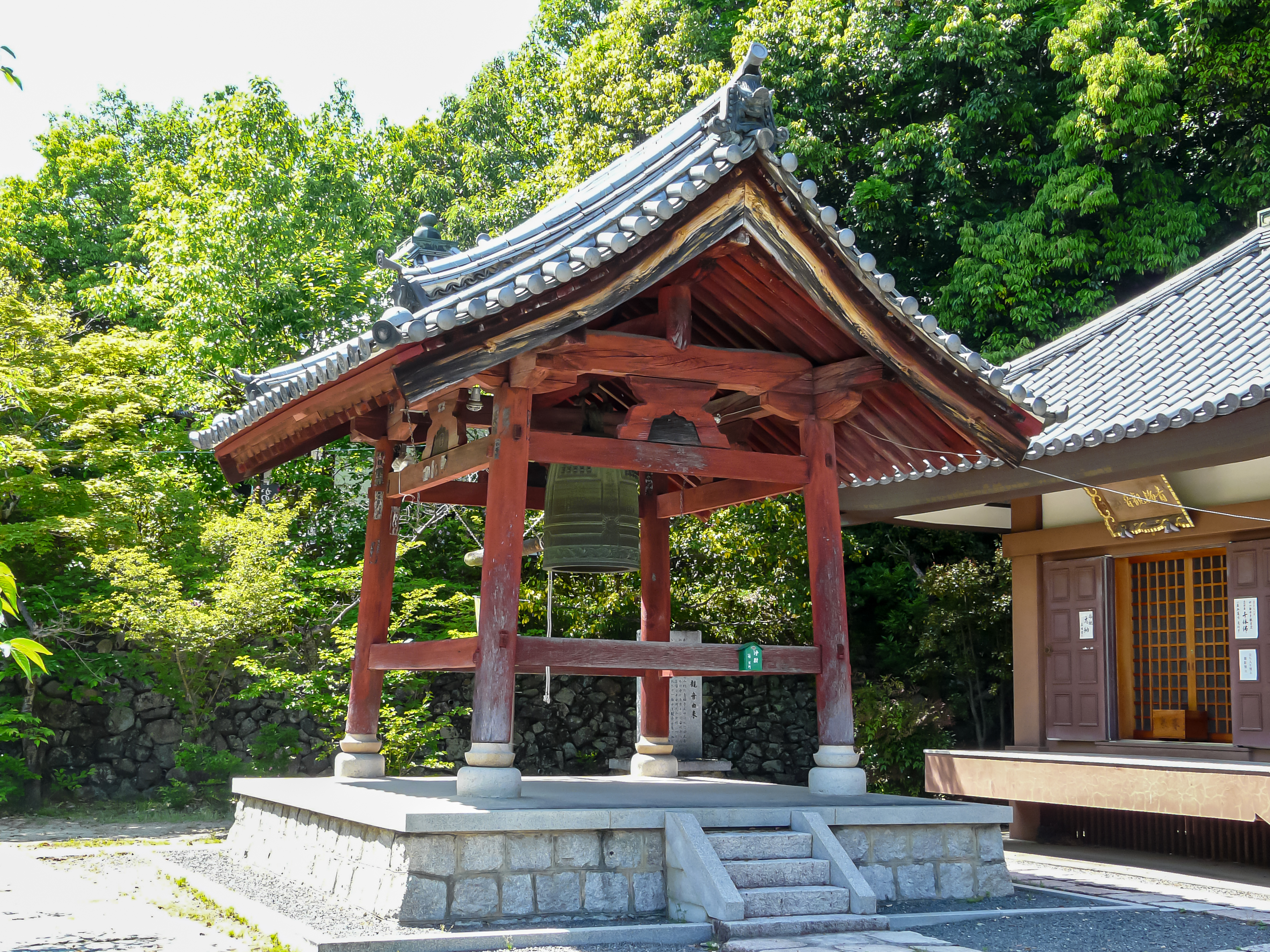
鐘楼
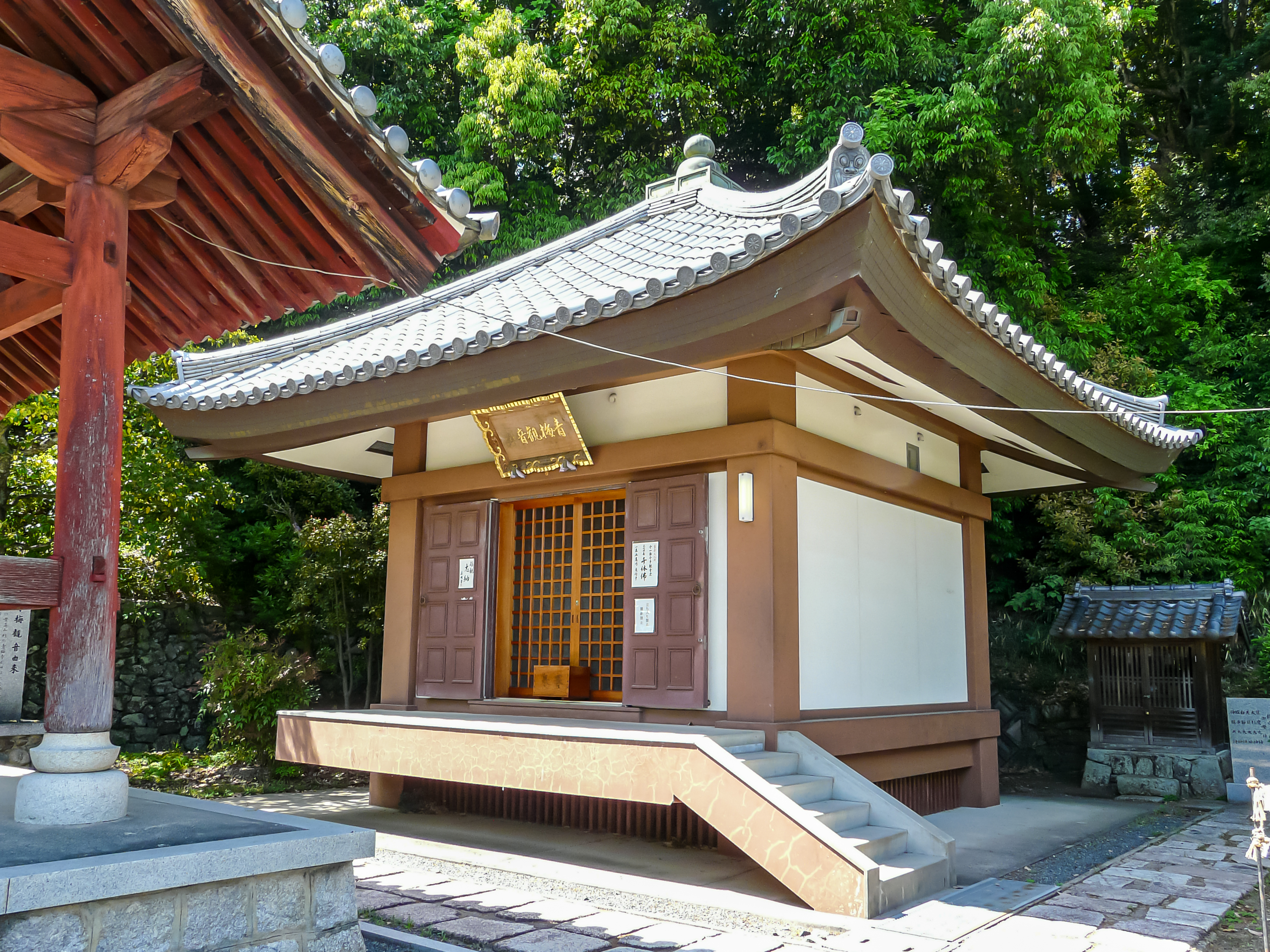
青梅観音堂
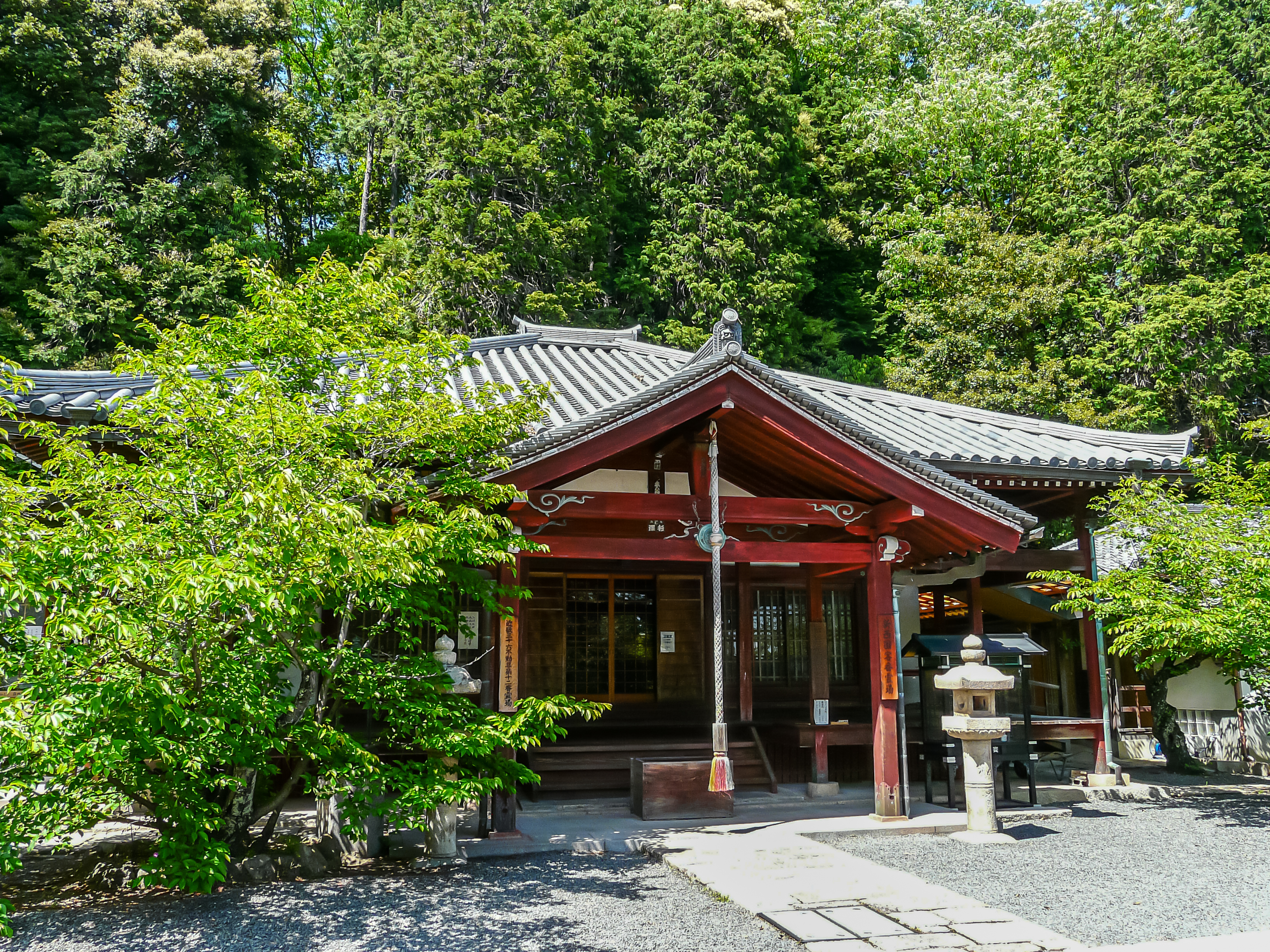
本堂

- 般若塚

- 山門
- 山門からの表参道
- 庭園
- 鐘楼
- 青梅観音堂
- 本堂

## 文化財

### 重要文化財
- 木造千手観音坐像 - 平安時代後期の作。元々は般若塚付近にあった安正寺の本尊で「青梅観音」の別名がある。廃仏毀釈により1870年（明治3年）に安正寺が廃寺となったためにここに移された。重要文化財に指定後、長く京都国立博物館に寄託されていたが、防火収蔵庫としての機能を持つ青梅観音堂の完成後に博物館から戻る。普段は閉扉しているが、日曜・祝祭日に開帳される。

### 高槻市指定有形文化財
- 安岡寺文書 7点

## 行事
- 大護摩供 - 2月1日：大峰山の山伏の行者などが焼けた丸太の上をはだしで歩き、無病息災や交通安全などを願う。
- 春季彼岸会 - 春分の日
- 花まつり - 4月第1日曜日
- 大施餓鬼法要 - 8月17日
- 秋季彼岸会 - 秋分の日
- 除夜の鐘 - 12月31日
- 観音講詠歌奉納 - 毎月18日

## 御詠歌
「如意の輪は　願ひのままに　めぐりきて　身を安岡の　寺におかばや」

## 前後の札所
新西国三十三箇所
13 満願寺　-　客番 安岡寺　-　14 神峯山寺
近畿三十六不動尊霊場
11 鏑射寺護摩堂　-　12 安岡寺本堂左脇仏　-　13 大覚寺五大堂
摂津国三十三箇所
24 大門寺　-　25 安岡寺　-　26 廣智寺

## 所在地
- 〒569-1028：大阪府高槻市浦堂本町41-1

## 交通アクセス
- JR京都線 高槻駅北口から市営バス「上の口」・「下の口」・「塚脇」・「原大橋」行きに乗車、「浦堂」停留所下車、徒歩で約15分。